# Добено (Менгеш)
Добено (словен. Dobeno) — поселення в общині Менгеш, Осреднєсловенський регіон, Словенія. 
Висота над рівнем моря: 510,5 м.